# Süddeutscher Pokal
Der Süddeutsche Pokal war ein von 1918 bis 1973 ausgetragener Fußballwettbewerb.

## Geschichte
Erstmals wurde der Wettbewerb im Jahr 1918 als Pokalmeisterschaft des Süddeutschen Fußball-Verbandes ausgetragen. Der erste Pokalsieg gelang der SpVgg Fürth durch einen 2:1-Sieg gegen die Stuttgarter Kickers vor 5.000 Zuschauern auf dem Union-Platz in Stuttgart.
1927 qualifizierte sich der Pokalsieger für die Endrunde zur Deutschen Meisterschaft. Ab 1927 bis 1931 wurde der Pokal als sogenannter Ufa-Pokal ausgespielt, an dem alle Bezirksligavereine teilnahmen, die nicht um die Süddeutsche Meisterschaft spielten. Nach fünf Jahren Pause wurde im Jahr 1932 wieder um den Süddeutschen Pokal gespielt. Im Finale siegten die Stuttgarter Kickers mit 4:0 gegen Amicitia Viernheim. Der Süddeutsche Pokalsieg des VfB Stuttgart im darauf folgenden Jahr war der letzte vor dem Zweiten Weltkrieg. Nach der Machtergreifung der Nationalsozialisten wurde ab 1935 um den Tschammerpokal gespielt, dessen Vorrunde auf regionaler Ebene ausgetragen wurde.
Nach dem Zweiten Weltkrieg wurde der Süddeutsche Pokalwettbewerb 1952 wieder ins Leben gerufen. Er diente als Ausscheidungsturnier zur Teilnahme am DFB-Pokal. Die sechs Teilnehmer aus dem Süden wurden im ersten Jahr in Gruppen mit Hin- und Rückspielen ermittelt. Der jeweils Gruppenerste war für den DFB-Pokal qualifiziert. In den folgenden Jahren wurde der Pokal in der KO-Runde ausgetragen.
In der Saison 1973/74 fand der letzte Süddeutsche Pokalwettbewerb statt. Nach den letzten Ausscheidungsspielen am 13. Oktober 1973 wurde der Wettbewerb eingestellt. Seit Einführung der 2. Bundesliga zur Saison 1974/75 sind die Mannschaften der ersten beiden Ligen direkt für den DFB-Pokal qualifiziert. Seitdem werden die Amateurvertreter über die Verbandspokalwettbewerbe ausgespielt.

## Pokalsieger von 1918 bis 1933
| Datum     | Sieger | Finalist | Ergebnis | Spielort | Zuschauer |
| --------- | --- | --- | --- | --- | --- |
| 1918      | SpVgg Fürth | Stuttgarter Kickers                                                                                            | 2:1 | Union-Platz, Stuttgart                                                                                         | ca. 5.000 |
| 1919      | 1. FC Nürnberg                                                                                                 | Stuttgarter SC                                                                                                 | 5:2 | Nürnberg | |
| 1920      | Stuttgarter SC                                                                                                 | SV 07 Waldhof                                                                                                  | 5:3 | Stuttgart | |
| 1921      | Borussia Neunkirchen                                                                                           | Nürnberger FV                                                                                                  | 3:2 | Kickers-Platz, Stuttgart-Degerloch                                                                             | |
| 1922      | TV 1847 Augsburg                                                                                               | Freiburger FC                                                                                                  | 3:1 | Stuttgart | |
| 1923      | SpVgg Fürth | FC Bayern München                                                                                              | 4:3 | MTV-Platz an der Marbachstraße, München-Mittersendling                                                         | ca. 10.000 |
| 1924      | 1. FC Nürnberg                                                                                                 | Stuttgarter Kickers                                                                                            | 1:0 | Karlsruhe | ca. 10.000 |
| 1925      | SpVgg Fürth | Stuttgarter Kickers                                                                                            | 2:0 | Teutonia-Platz, München                                                                                        | 8.179 |
| 1926      | SpVgg Fürth | VfB Stuttgart                                                                                                  | 3:2 n. V. | Frankfurt | ca. 20.000 |
| 1927      | SpVgg Fürth | FSV Frankfurt                                                                                                  | 3:0 | Stuttgart | ca. 8.000 |
| 1928–1931 | Wettbewerb als Ufa-Pokal außerhalb des SFV ausgetragen. Sieger 1930: VfR Heilbronn (4:1 gegen den SC Freiburg) | Wettbewerb als Ufa-Pokal außerhalb des SFV ausgetragen. Sieger 1930: VfR Heilbronn (4:1 gegen den SC Freiburg) | Wettbewerb als Ufa-Pokal außerhalb des SFV ausgetragen. Sieger 1930: VfR Heilbronn (4:1 gegen den SC Freiburg) | Wettbewerb als Ufa-Pokal außerhalb des SFV ausgetragen. Sieger 1930: VfR Heilbronn (4:1 gegen den SC Freiburg) | Wettbewerb als Ufa-Pokal außerhalb des SFV ausgetragen. Sieger 1930: VfR Heilbronn (4:1 gegen den SC Freiburg) |
| 1932      | Stuttgarter Kickers                                                                                            | Spvgg Amicitia Viernheim                                                                                       | 4:0 | Stuttgart | 12.000 |
| 1933      | VfB Stuttgart                                                                                                  | 1. FC Schweinfurt 05                                                                                           | 2:1 | Kickers-Platz, Stuttgart-Degerloch                                                                             | ca. 6.500 |

## Pokalsieger von 1953 bis 1973
| Datum     | Sieger                                                                                           | Finalist                                                                                         | Ergebnis                                                                                         | Spielort                                                                                         | Zuschauer                                                                                        |
| --------- | ------------------------------------------------------------------------------------------------ | ------------------------------------------------------------------------------------------------ | ------------------------------------------------------------------------------------------------ | ------------------------------------------------------------------------------------------------ | ------------------------------------------------------------------------------------------------ |
| 1953      | Kein Sieger, sechs Gruppensieger qualifizierten sich für den DFB-Pokal.                          | Kein Sieger, sechs Gruppensieger qualifizierten sich für den DFB-Pokal.                          | Kein Sieger, sechs Gruppensieger qualifizierten sich für den DFB-Pokal.                          | Kein Sieger, sechs Gruppensieger qualifizierten sich für den DFB-Pokal.                          | Kein Sieger, sechs Gruppensieger qualifizierten sich für den DFB-Pokal.                          |
| 1954      | 1. FC Nürnberg                                                                                   | Stuttgarter Kickers                                                                              | 2:1                                                                                              | Augsburg                                                                                         | ca. 11.000                                                                                       |
| 1955      | Nicht ausgetragen.                                                                               | Nicht ausgetragen.                                                                               | Nicht ausgetragen.                                                                               | Nicht ausgetragen.                                                                               | Nicht ausgetragen.                                                                               |
| 1956      | Nicht ausgetragen.                                                                               | Nicht ausgetragen.                                                                               | Nicht ausgetragen.                                                                               | Nicht ausgetragen.                                                                               | Nicht ausgetragen.                                                                               |
| 1957      | FC Bayern München                                                                                | 1. FC Schweinfurt 05                                                                             | 4:1                                                                                              | München                                                                                          | ca. 15.000                                                                                       |
| 1958      | VfB Stuttgart                                                                                    | 1. FC Schweinfurt 05                                                                             | 2:1                                                                                              | Mannheim                                                                                         | ca. 3.000                                                                                        |
| 1959      | VfR Mannheim                                                                                     | Eintracht Frankfurt                                                                              | 1:0                                                                                              | Karlsruhe                                                                                        | ca. 18.000                                                                                       |
| 1960      | Karlsruher SC                                                                                    | Eintracht Frankfurt                                                                              | 2:1                                                                                              | Mannheim                                                                                         | ca. 22.000                                                                                       |
| 1961–1973 | Keine Endspiele, da die Teilnehmer für den DFB-Pokal spätestens nach dem Halbfinale feststanden. | Keine Endspiele, da die Teilnehmer für den DFB-Pokal spätestens nach dem Halbfinale feststanden. | Keine Endspiele, da die Teilnehmer für den DFB-Pokal spätestens nach dem Halbfinale feststanden. | Keine Endspiele, da die Teilnehmer für den DFB-Pokal spätestens nach dem Halbfinale feststanden. | Keine Endspiele, da die Teilnehmer für den DFB-Pokal spätestens nach dem Halbfinale feststanden. |

## Mannschaften nach Titeln
Die SpVgg Fürth ist der einzige Verein, der seine Endspielteilnahmen allesamt gewonnen hat. Mit insgesamt 5 Titeln sind die Fürther auch Rekordpokalsieger.
Bayern ist mit 10 Siegern auch der erfolgreichste Verband im Pokal, gefolgt von Württemberg mit 4 und (Nord-)Baden mit 2 Titeln. Vereine aus Hessen konnten sich nie in die Siegerlisten eintragen.
| Rang | Verein               | Pokalsiege | 0Zeitraum0 |
| ---- | -------------------- | ---------- | ---------- |
| 1    | SpVgg Fürth          | 5          | 1918–1927  |
| 2    | 1. FC Nürnberg       | 3          | 1919–1954  |
| 3    | VfB Stuttgart        | 2          | 1933–1958  |
| 4    | Stuttgarter SC       | 1          | 1920       |
| 4    | Borussia Neunkirchen | 1          | 1921       |
| 4    | TV 1847 Augsburg     | 1          | 1922       |
| 4    | Stuttgarter Kickers  | 1          | 1932       |
| 4    | FC Bayern München    | 1          | 1957       |
| 4    | VfR Mannheim         | 1          | 1959       |
| 4    | Karlsruher SC        | 1          | 1960       |